# Хоштка
Хоштка (чеш. Hoštka) град је у Чешкој Републици. Град се налази у управној јединици Устечки крај, у оквиру којег припада округу Литомјержице.

## Становништво
Према подацима о броју становника из 2014. године град је имао 1.727 становника.